# Hello Again (Fernsehsendung)
Hello Again ist eine Unterhaltungsshow, die vom Schweizer Radio und Fernsehen in Zusammenarbeit mit technology and production center switzerland produziert wird. Die als Pop-Schlager-Show angepriesene Show wird seit 2014 einmal jährlich jeweils im April produziert und enthält vor allem Musik aus dem Schlager- & Pop-Bereich.

## Produktion

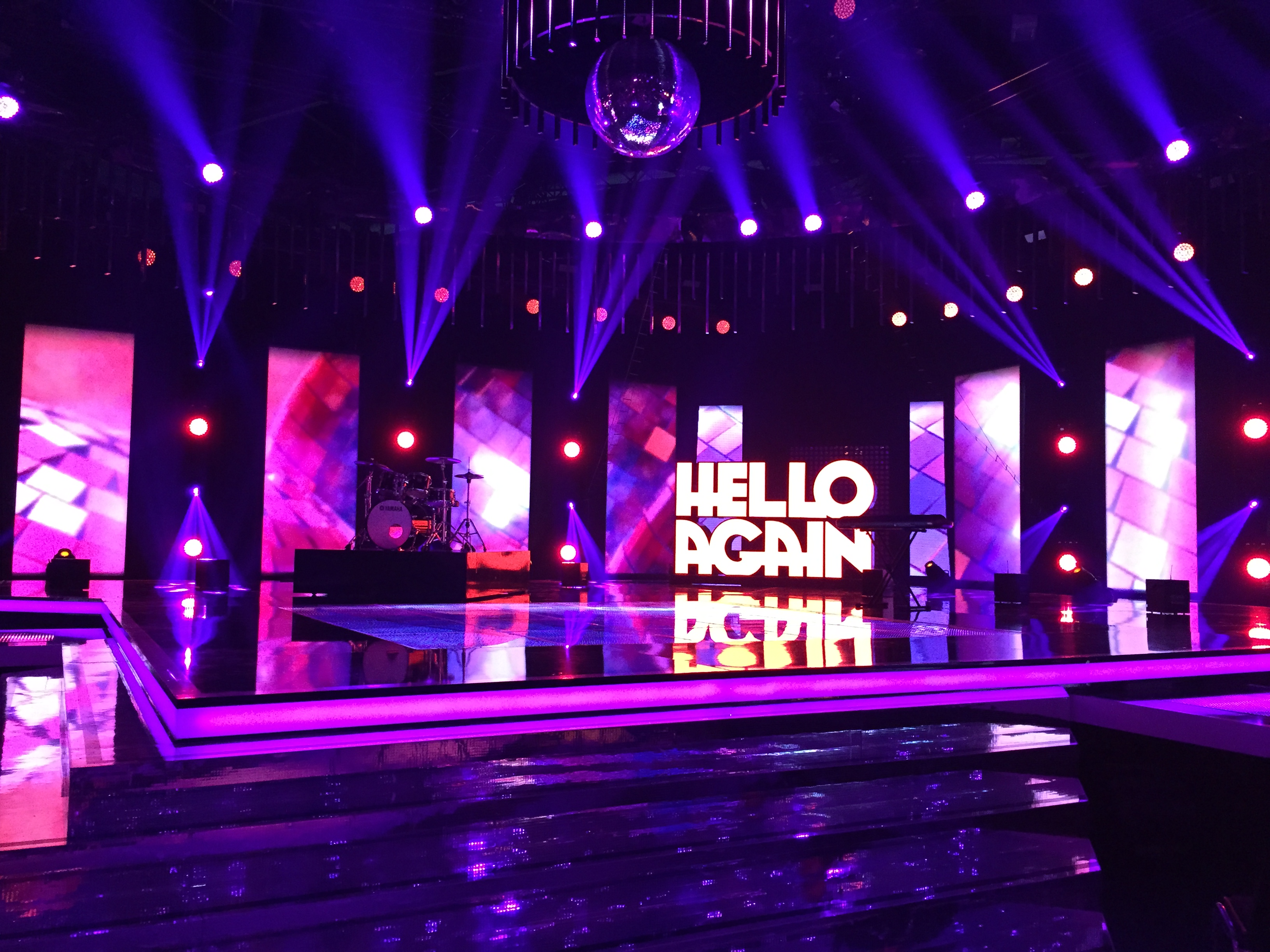
SRF

Die Produktionskosten einer Show belaufen sich laut Schweizer Radio und Fernsehen auf etwa 800'000 CHF. Produziert wurde die Show in der Bodenseearena in Kreuzlingen am Bodensee.
Ab 2019 wird die Show im Studio 1 von SRF in Zürich produziert. Moderiert wird die Show nach dem Weggang von Roman Kilchsperger von dessen Ehefrau Viola Tami.